# Batee (Muara Tiga)
Batee is een bestuurslaag in het regentschap Pidie van de provincie Atjeh, Indonesië. Batee telt 867 inwoners (volkstelling 2010).